# بهاء الدين بخاري
بهاء الدين بخاري (1944-2015) هو فنان وإعلامي فلسطيني، ولد في مدينة القدس، هُجر مع عائلته إلى سوريا بعد النكبة الفلسطينية عام 1949 وحصل على شهادة الثانوية العامة في الشام عام 1963، وفي عام 1962 تم اكتشاف موهبة البخاري على يد الإعلامي السوري محمد خالد قطمة رئيس تحرير جريدة الأيام الدمشقية في حينه، حيث تبنى سلسلة قصة مصورة فكرةً وتأليفاً وكان يبلغ حينها الثامنة عشرة، وكانت انطلاقته الأولى في جريدة الأيام الدمشقية في العام 1962.
انتقل بعدها إلى دولة الكويت وعمل رسام كاريكاتير في جريدة الرأي الكويتية بين الأعوام (1964-1980)، ثم في جريدة الأنباء الكويتية خلال الأعوام 1981-1988 في فن الكاريكاتير تحت عنوان "أبو عرب". وكان زميلًا للمبدع الراحل ناجي العلي حيث عملا معًا في الصحافة الكويتية. انتقل بعدها إلى تونس وعاش فيها خلال الأعوام 1989-1994 وساهم في الكتابة في صحف تونسية وليبية. بعدها انتقل للعمل في صحيفة القدس بين الأعوام 1994-1999، ثم في صحيفة الأيام حتى وفاته.
وهو مؤلف، مخرج ورسام مجلة الأطفال "سعد" الكويتية خلال الأعوام 1970-1980، ومبتكر شخصيات برنامج الأطفال الكويتي "افتح يا سمسم" نعمان وملسون. وصمم وأنتج جميع المواد الفنية الخاصة بالمدينة الترفيهية في الكويت والتي تعد من أهم المعالم التاريخية الخاصة بالطفل في حينه، والتي تم افتتاحها عام 1983، كنسخة موازية لعالم ديزني في الولايات المتحدة.
كان عضواً في مؤسسات عدة منها: اتحاد الفنانين الفلسطينيين، والاتحاد العام للكتاب والأدباء الفلسطينيين، اتحاد الكتاب والصحفيين العرب، رابطة رسامي الكاريكاتير العرب، اتحاد الكتاب والرسامين الكاريكاتيرين في الولايات المتحدة الأمريكية.
توفي في مدينة رام الله يوم الجمعة 29 اكتوبر للعام 2015 ودفن فيها. ولذكرى رحيله تم إصدار كتاب كاريكاتير بعنوان (لغة الحرية – بهاء البخاري) عن وزارة الثقافة الفلسطينية عام 2016 والذي يحتوي على ما يقارب 200 رسم ملون.

## أسلوبه الفني
يعد البخاري من أشهر رسامي الكاريكاتير على المستوى العالمي إذ نجح في حفر اسمه بين عمالقة الفنانين في العالم من خلال قراءته للمشهد الفلسطيني وتصويره بطريقة جمالية فريدة. صدر له كتاب بعنوان "كاريكاتير بهاء بخاري" عام 1985 بدولة الكويت والذي احتوى على 400  لوحة من رسوماته. رسم الكاريكاتير بكافة أشكاله تقريباً السياسي، والموضوعي والاجتماعي، وهو أول من أدخل الكاريكاتير الملون على الصحافة العربية وكان ذلك عام 1979، إضافة إلى دخوله عالم رسوم الأطفال، وحقول الإعلان، كما أبدع في رسم اللوحات الزيتية. ويعد أكثر من رسم عن القدس وفلسطين بين الفنانين العرب، وكان لديه شخصيات ثابتة شبه يومية في رسمه الكاريكاتيري، وهي: شخصية "أبو العبد وأم العبد" إضافة إلى شخصية "أبو عرب".

## معارضه الفردية والجماعية
أقام مجموعة معارض خاصة بمجال الكاريكاتير في الأراضي الفلسطينية منها: معرض الخليل عام 2015 بمناسبة إحياء اليوم الوطني للثقافة ضمن فعاليات وزارة الثقافة الفلسطينية، وله معرض في فندق "الشيراتون" في الكويت.
أما على المستوى الدولي فأقيم في بلغاريا أول معرض له عام 1974، وشارك في معارض في تركيا وفرنسا واليابان والولايات المتحدة. وفي عام 2006 شارك في معرض دولي أقيم في مقر الأمم المتحدة في نيويورك. إضافة إلى إسهاماته المتنوعة بمجالات الرسوم المتحركة والكتب المصورة.

## جوائز وشهادات حصل عليها
- المركز الثالث في المعرض الدولي في بلغاريا عام 1974.
- جائزة (الريشة الذهبية) في الكويت، عام 1976.
- جائزة وشهادة (الشجاعة) من الولايات المتحدة عام 2008.
- جائزة (القلم الذهبى) من مهرجان "كان" في فرنسا، عام 2014.
- وسام الثقافة والعلوم والفنون الفلسطيني "مستوى الإبداع" من الرئيس محمود عباس في 21 اكتوبر 2015.[7]